# Anaspis ruficollis
Anaspis ruficollis är en skalbaggsart som först beskrevs av Fabricius 1793.  Anaspis ruficollis ingår i släktet Anaspis, och familjen ristbaggar. Arten är reproducerande i Sverige.